# Toden Arakawa
Pour les articles homonymes, voir Arakawa (homonymie).
La ligne Toden Arakawa (都電荒川線, Toden Arakawa-sen), également appelée Tokyo Sakura Tram (東京さくらトラム, Tōkyō Sakura Toramu), est une ligne de tramway située à Tokyo. Cette ligne de 12,2 km de longueur, exploitée par le Bureau des Transports de la Métropole de Tokyo (Toei), dessert le nord de Tokyo. 
La ligne Toden Arakawa est la dernière ligne encore en service du Tokyo Toden, le réseau de tramway de Tokyo qui a connu son apogée dans les années 1950 et 60, avant de fermer la quasi totalité de ses lignes dans les années 1970.

## Histoire
La ligne a été construite à l'origine par la compagnie de tramway électrique Ōji (王子電気軌道, Ōji-denki-kidō), la section la plus ancienne encore en service aujourd'hui ayant été ouverte en 1913. Elle fût ensuite intégré au Tokyo Toden, le réseau de tramway de Tokyo. La ligne était menacée d'être fermée dans les années 1970, tout comme le reste du réseau de tramway.
Toutefois, les habitants des quartiers desservis par les lignes 27 (Minowabashi-Akabane) et 32 (Arakawa-Waseda) obtinrent leur maintien, car elles étaient pour une grande part implantées en site propre. Des sections de ces deux lignes ont été fusionnées en 1974 pour former la ligne telle qu'elle est aujourd'hui et le Bureau des Transports de la Métropole de Tokyo gère desormais son exploitation.

## Ligne

### Caractéristiques techniques

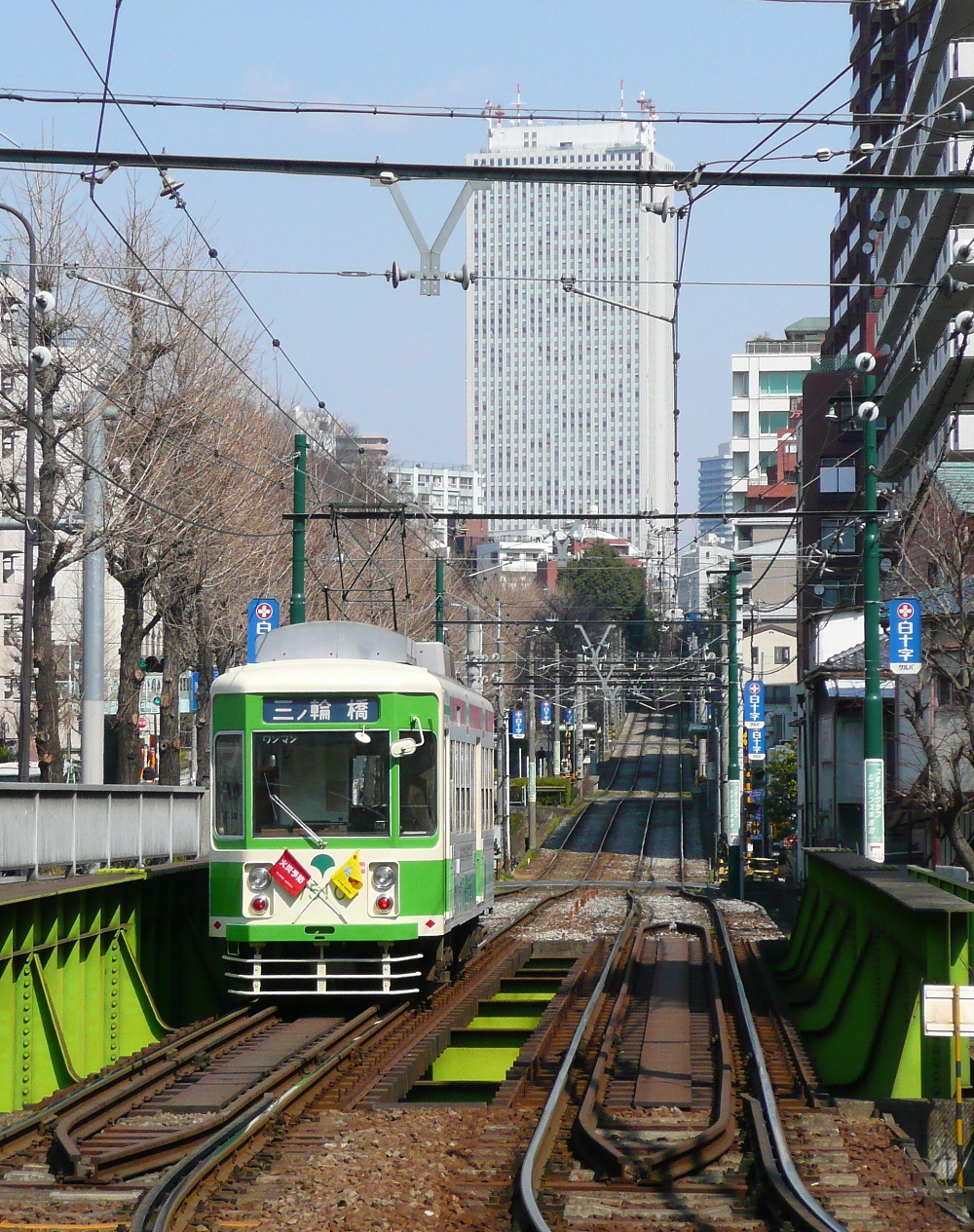
La ligne à Takadobashi en 2008

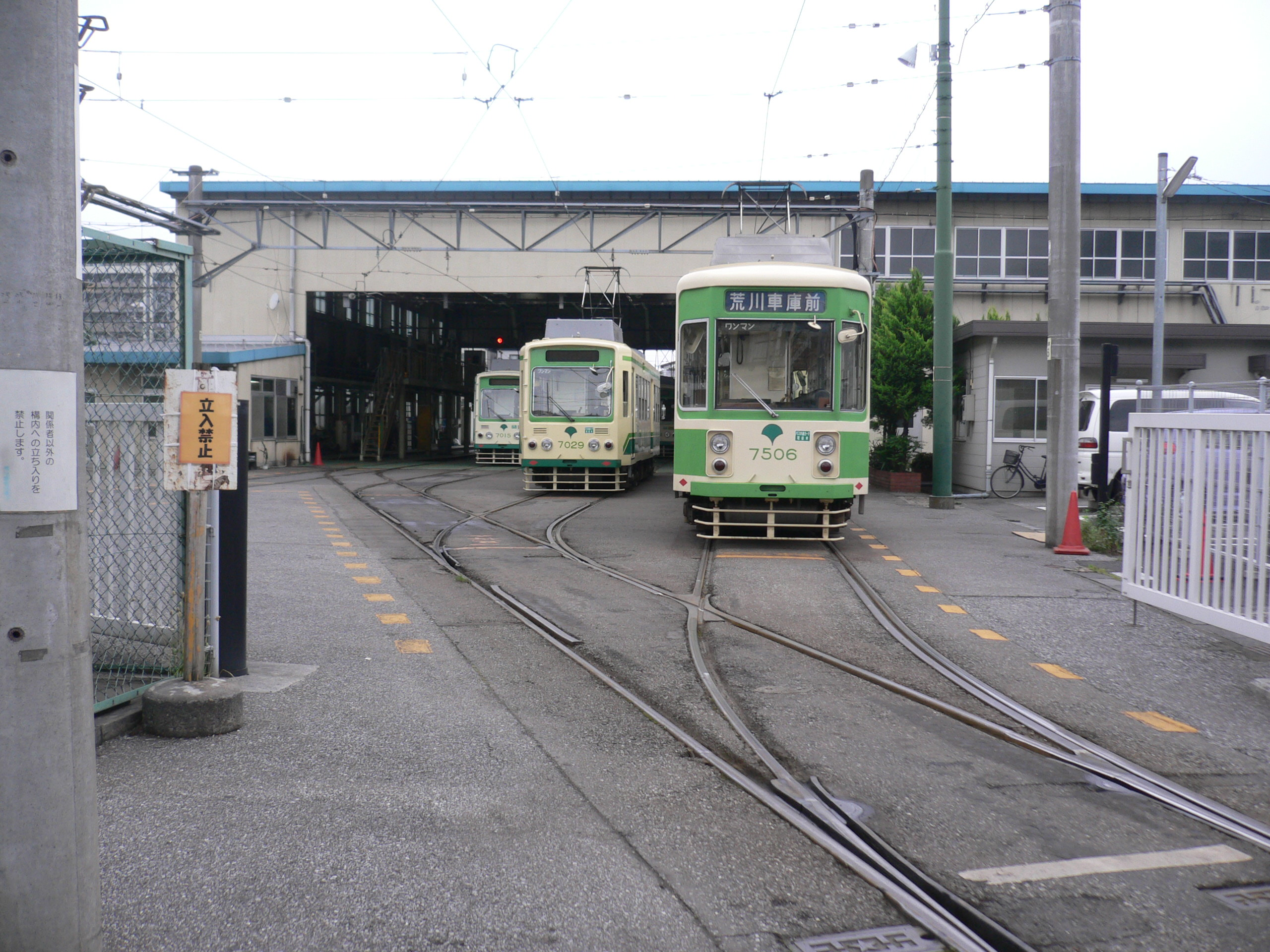
L'entrée du dépôt de la ligne, à Arakawa

La ligne, essentiellement en site propre, et construite à l'écartement de 1 372 mm (4 pieds 6 pouces), à double voie, est électrifiée en 600 volts courant continu, avec alimentation par ligne aérienne.
Les stations sont à quai haut.

### Tracé
La ligne décrit un arc de cercle de 12,2 km entre les terminus de Minowabashi et de Waseda Station, en suivant la rue Meiji entre la station d'Asuka-yama  et celle d'Oji Eki-mae. Située principalement dans l'arrondissement de Arakawa, qui lui donne son nom, la ligne dessert également les arrondissements de Kita-ku, de Toshima et de Shinjuku, dans la ville de Tokyo.
|  |

### Liste des stations

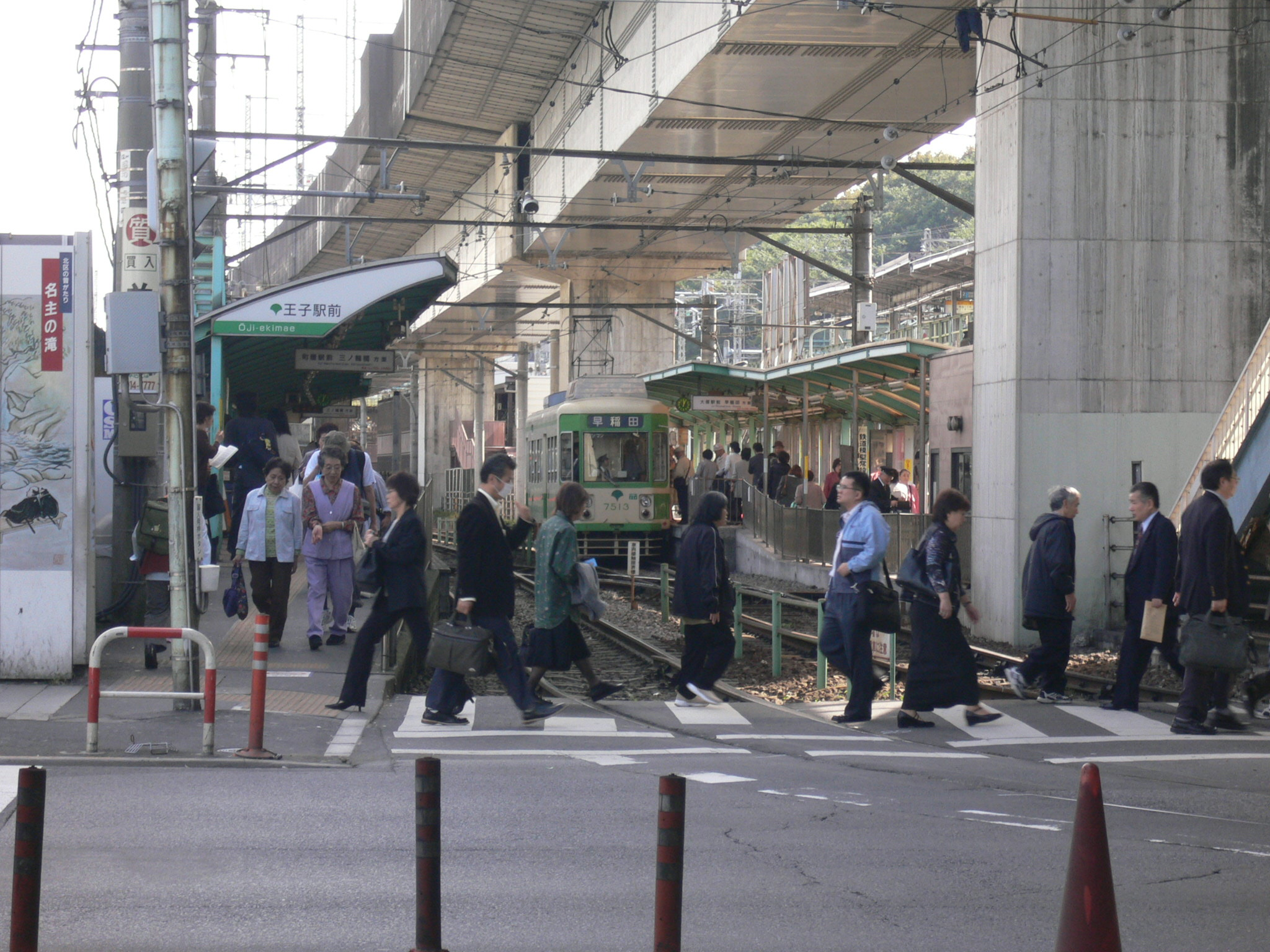
La station Oji-Ekimae.

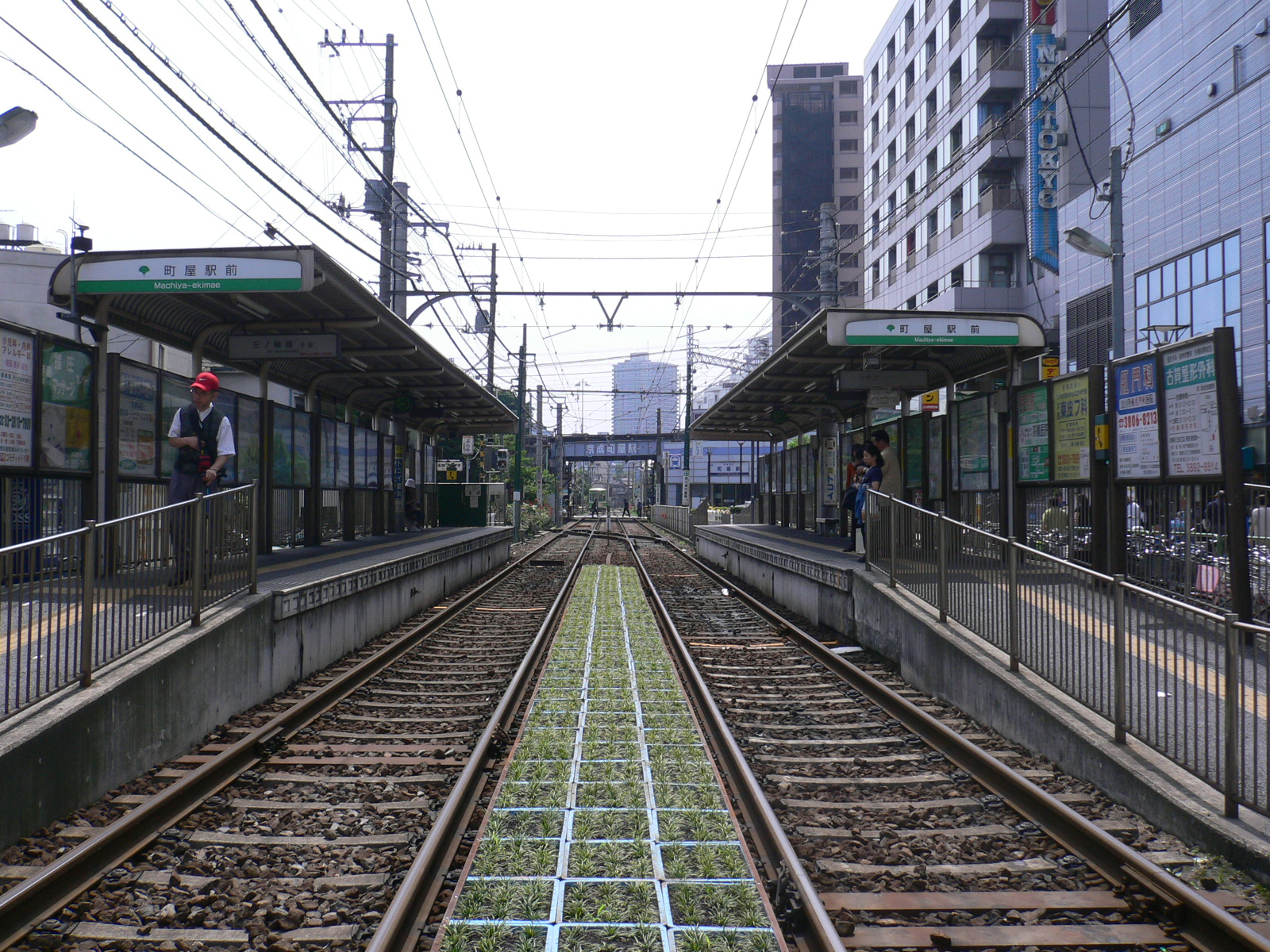
La station Machiya-Ekimae.

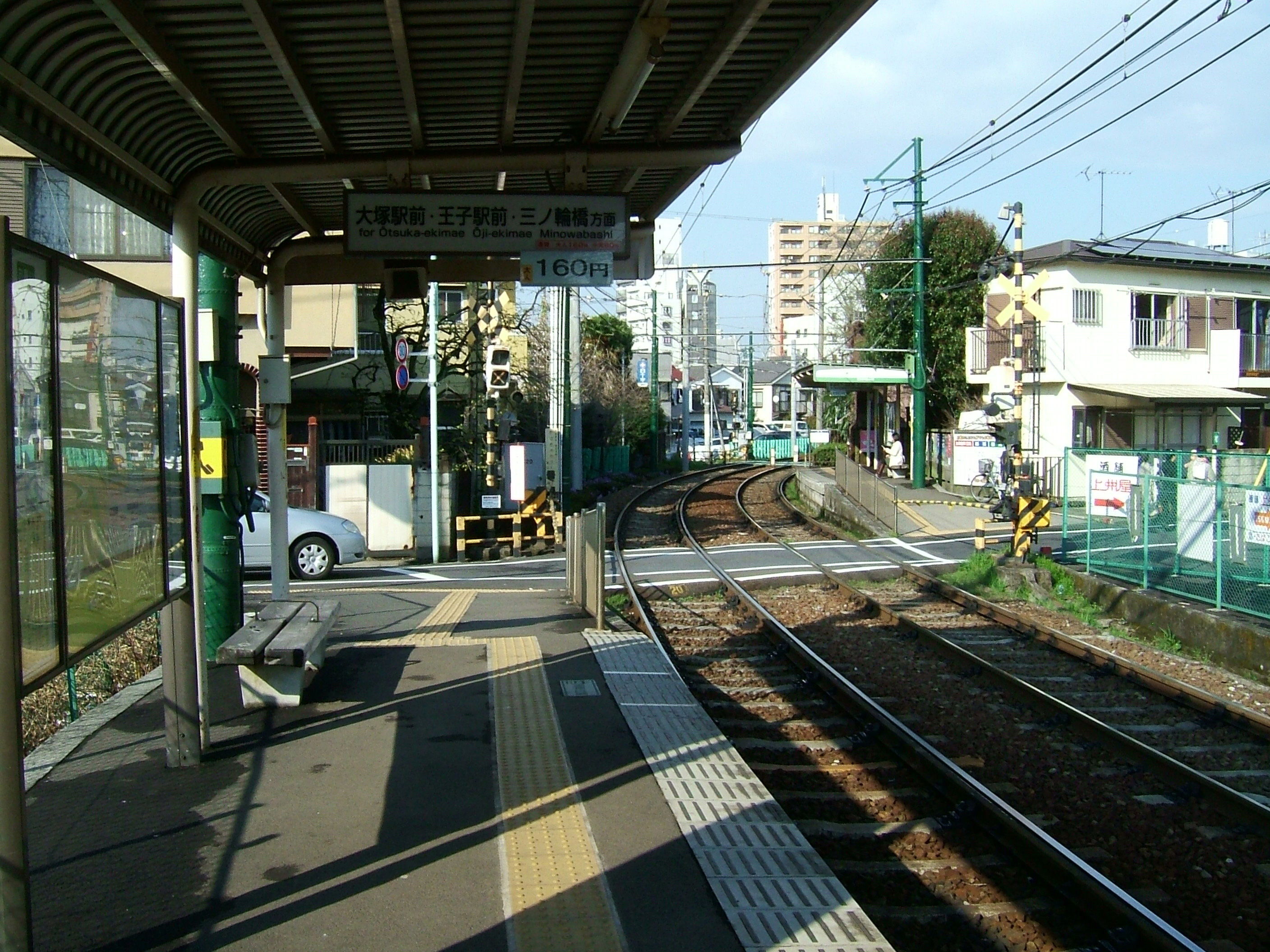
La station Toden-Zōshigaya.

|  |   |  | Stations                   | Nom japonais | Arrondissements desservis | Correspondances                                                               |
|  | - |  | -------------------------- | ------------ | ------------------------- | ----------------------------------------------------------------------------- |
|  | o |  | Minowabashi (ja)           | 三ノ輪橋     | Arakawa                   | Tokyo Metro : Ligne Hibiya (à Minowa)                                         |
|  | o |  | Arakawa-Itchū-mae          | 荒川一中前   | Arakawa                   |                                                                               |
|  | o |  | Arakawa-kuyakusho-mae      | 荒川区役所前 | Arakawa                   |                                                                               |
|  | o |  | Arakawa-Nichome            | 荒川二丁目   | Arakawa                   |                                                                               |
|  | o |  | Arakawa-Nanachōme          | 荒川七丁目   | Arakawa                   |                                                                               |
|  | o |  | Machiya-Ekimae             | 町屋駅前     | Arakawa                   | Keisei : Ligne principale (à Machiya) Tokyo Metro : Ligne Chiyoda (à Machiya) |
|  | o |  | Machiya-Nichome            | 町屋二丁目   | Arakawa                   |                                                                               |
|  | o |  | Higashi-Ogu-sanchome       | 東尾久三丁目 | Arakawa                   |                                                                               |
|  | o |  | Kumanomae                  | 熊野前       | Arakawa                   | Toei : Nippori-Toneri Liner                                                   |
|  | o |  | Miyanomae                  | 宮ノ前       | Arakawa                   |                                                                               |
|  | o |  | Odai                       | 小台         | Arakawa                   |                                                                               |
|  | o |  | Arakawa-Yuenchi-mae        | 荒川遊園地前 | Arakawa                   |                                                                               |
|  | o |  | Arakawa-Shako-mae          | 荒川車庫前   | Arakawa                   |                                                                               |
|  | o |  | Kajiwara                   | 梶原         | Kita                      |                                                                               |
|  | o |  | Sakaechō                   | 栄町         | Kita                      |                                                                               |
|  | o |  | Oji-Ekimae                 | 王子駅前     | Kita                      | JR East : Ligne Keihin-Tōhoku (à Ōji) Tokyo Metro : Ligne Namboku (à Ōji)     |
|  | o |  | Asukayama                  | 飛鳥山       | Kita                      |                                                                               |
|  | o |  | Takinogawa-itchome         | 滝野川一丁目 | Kita                      |                                                                               |
|  | o |  | Nishigahara-Yonchōme       | 西ヶ原四丁目 | Kita                      |                                                                               |
|  | o |  | Shin-Kōshinzuka            | 新庚申塚     | Toshima                   | Toei : Ligne Mita (à Nishi-Sugamo)                                            |
|  | o |  | Kōshinzuka                 | 庚申塚       | Toshima                   |                                                                               |
|  | o |  | Sugamo-Shinden             | 巣鴨新田     | Toshima                   |                                                                               |
|  | o |  | Ōtsuka-Ekimae              | 大塚駅前     | Toshima                   | JR East : Ligne Yamanote (à Ōtsuka)                                           |
|  | o |  | Mukōhara                   | 向原         | Toshima                   |                                                                               |
|  | o |  | Higashi-Ikebukuro-Yonchōme | 東池袋四丁目 | Toshima                   | Tokyo Metro : Ligne Yūrakuchō (à Higashi-Ikebukuro)                           |
|  | o |  | Toden-Zōshigaya            | 都電雑司ヶ谷 | Toshima                   |                                                                               |
|  | o |  | Kishinbojinmae             | 鬼子母神前   | Toshima                   | Tokyo Metro : Ligne Fukutoshin (à Zōshigaya)                                  |
|  | o |  | Gakushūinshita             | 学習院下     | Toshima                   |                                                                               |
|  | o |  | Omokagebashi               | 面影橋       | Shinjuku                  |                                                                               |
|  | o |  | Waseda                     | 早稲田       | Shinjuku                  | Tokyo Metro : ligne Tōzai (à Waseda)                                          |

### Lieux desservis
« Il n'existe plus qu'un seul tramway urbain à Tokyo, et il est recommandé de le prendre au moins une fois pour son aspect folklorique ».
La ligne a son terminus à l'Université Waseda et dessert de nombreux quartiers anciens préservés du grand tremblement de terre de Tokyo et des bombardements de la Seconde Guerre mondiale.

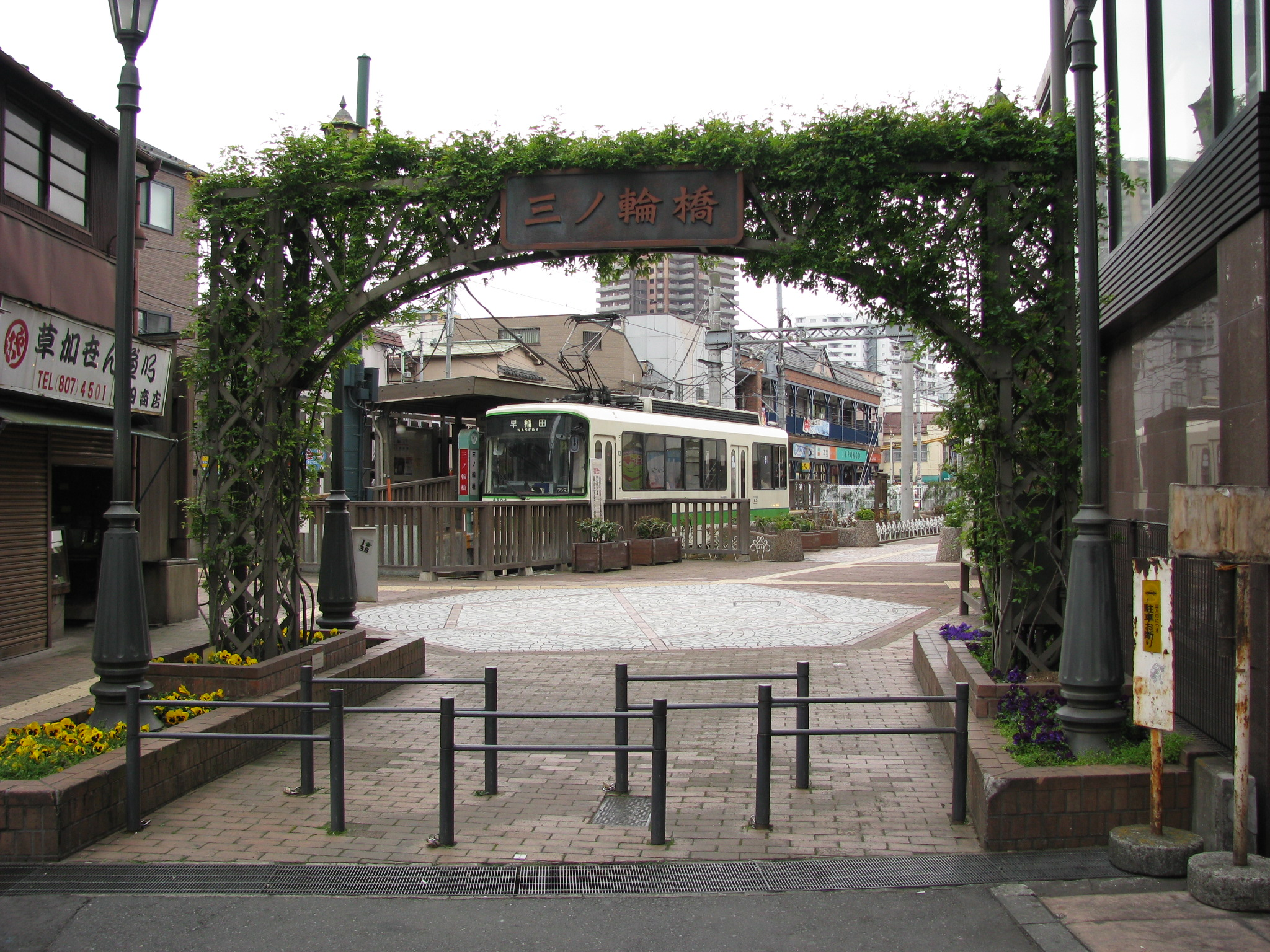
Entrée de la station Minowabashi.
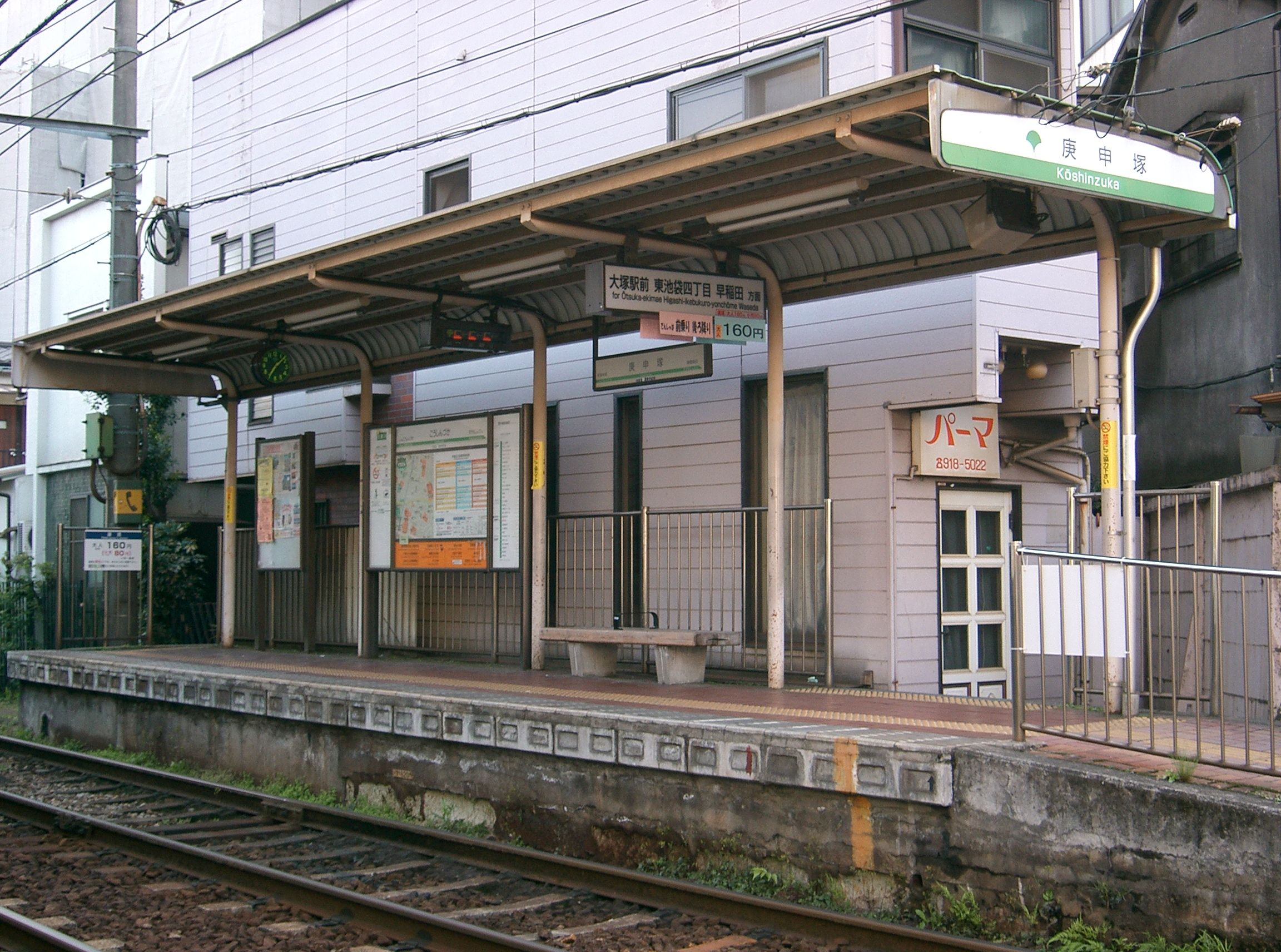
Aménagement de la station Koshinzuka...
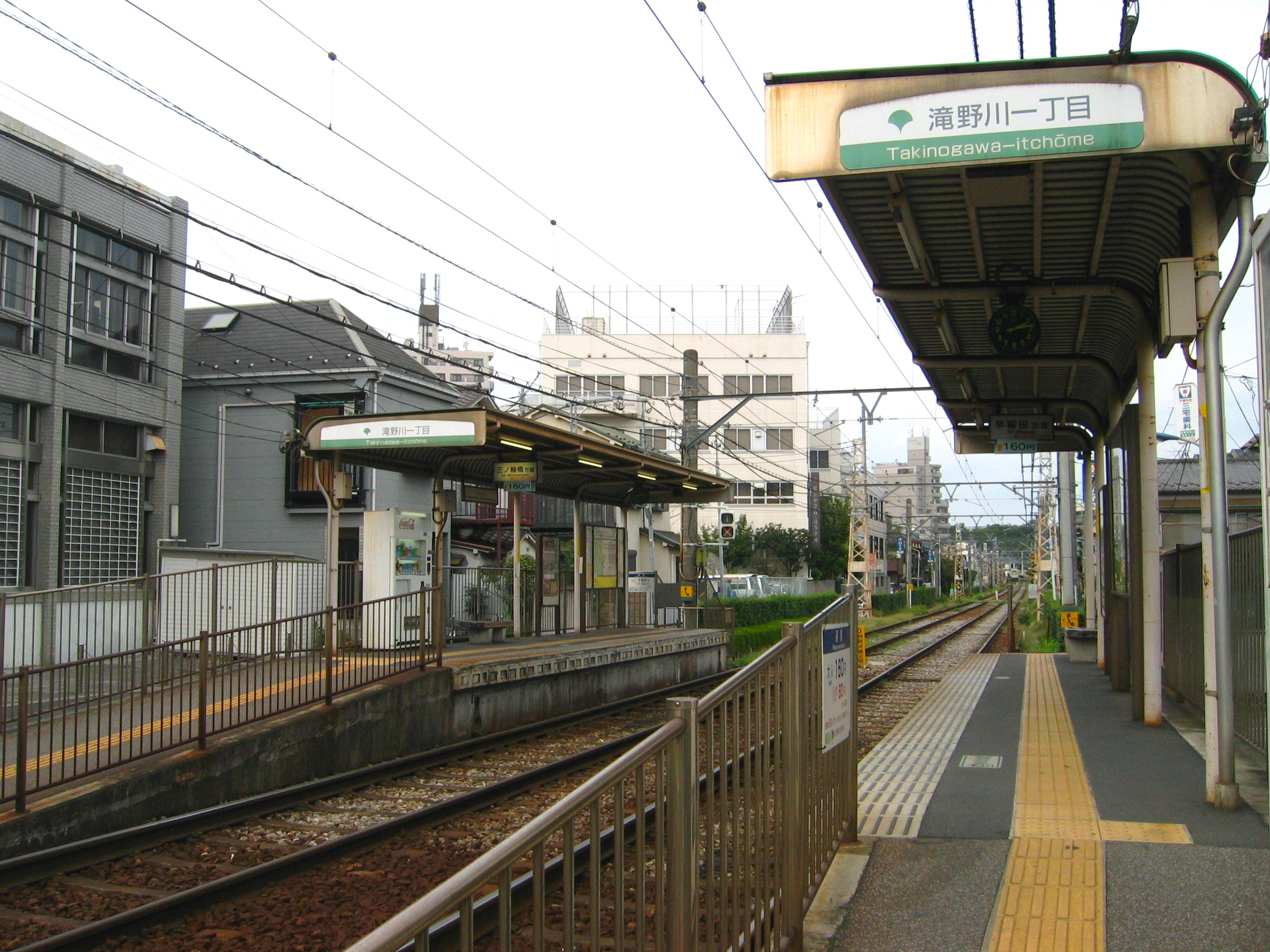
... et de Takinogawa Itchōme.
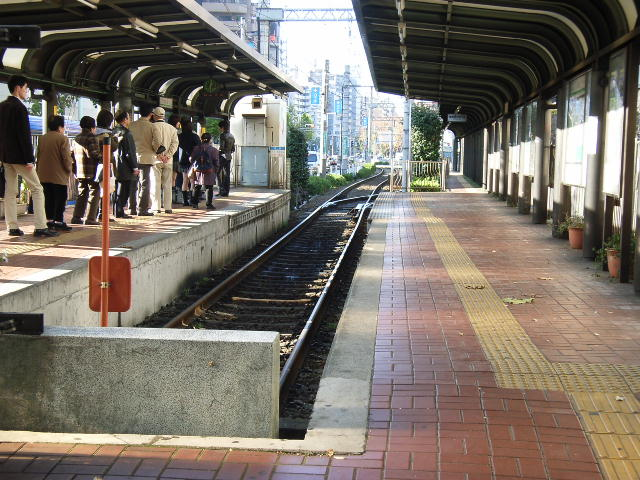
Le terminus de Waseda...
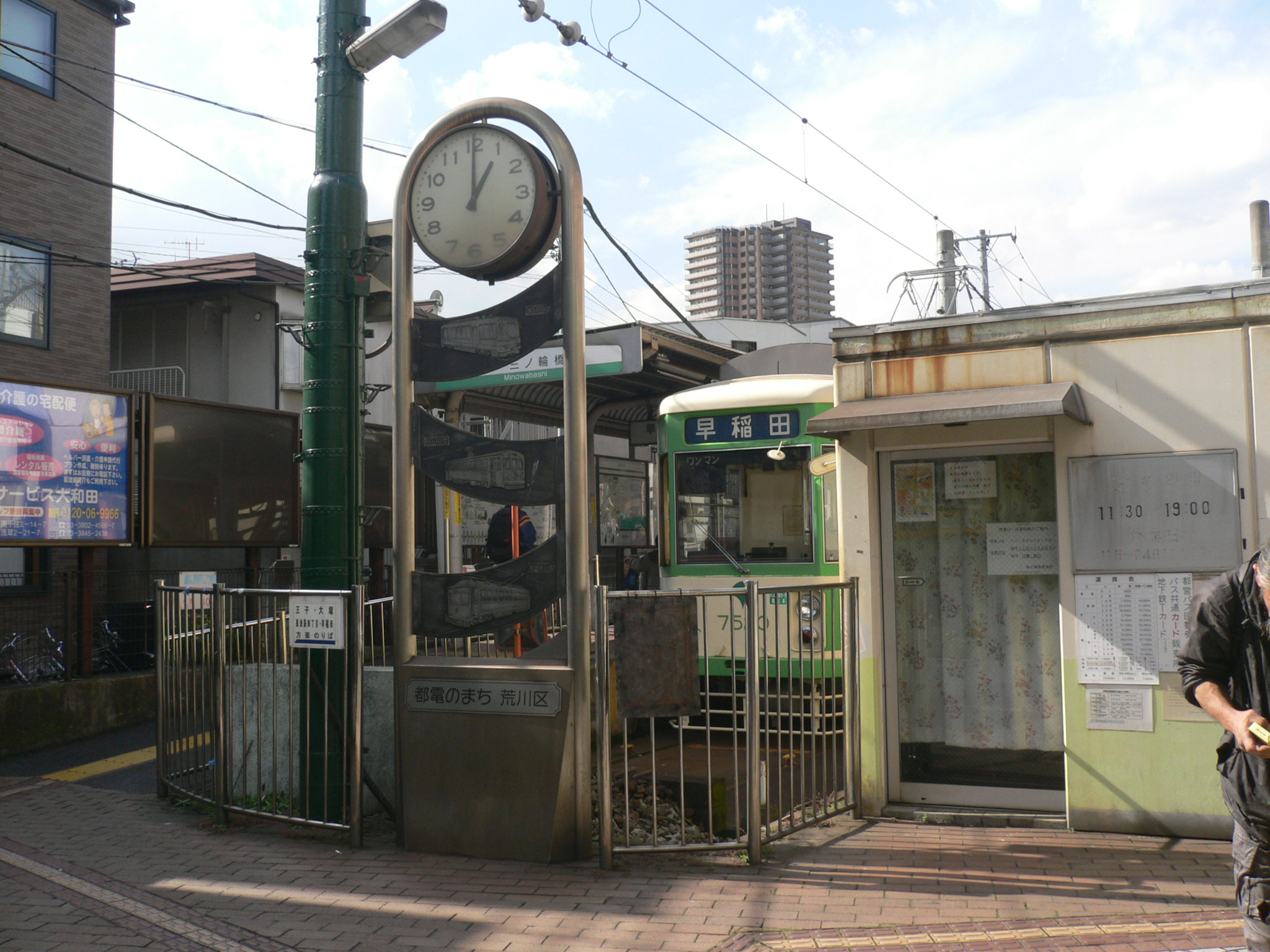
... et celui de Minowabashi.
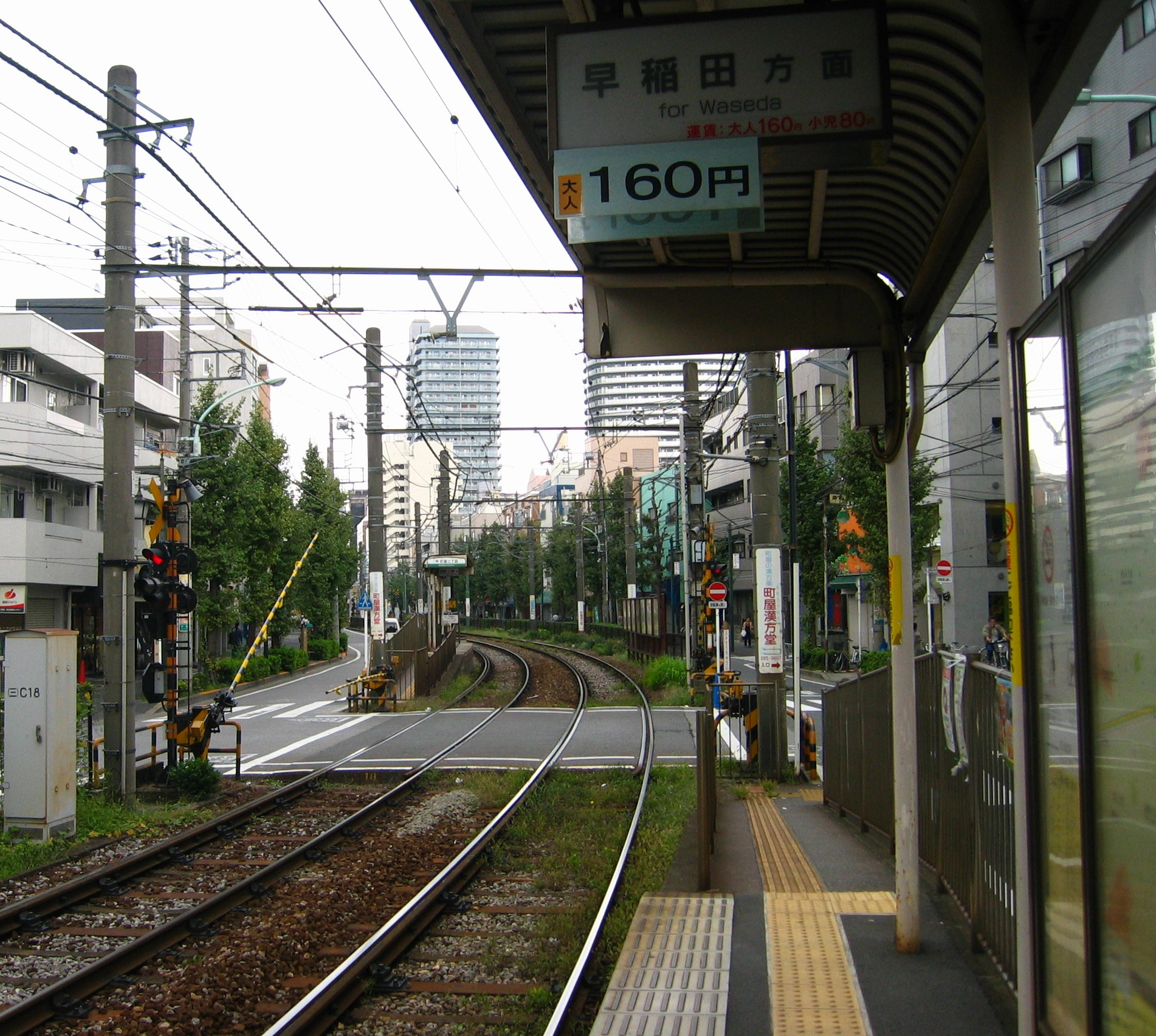
La ligne, ici à Machiya Nichōme, a un traitement de type ferroviaire...
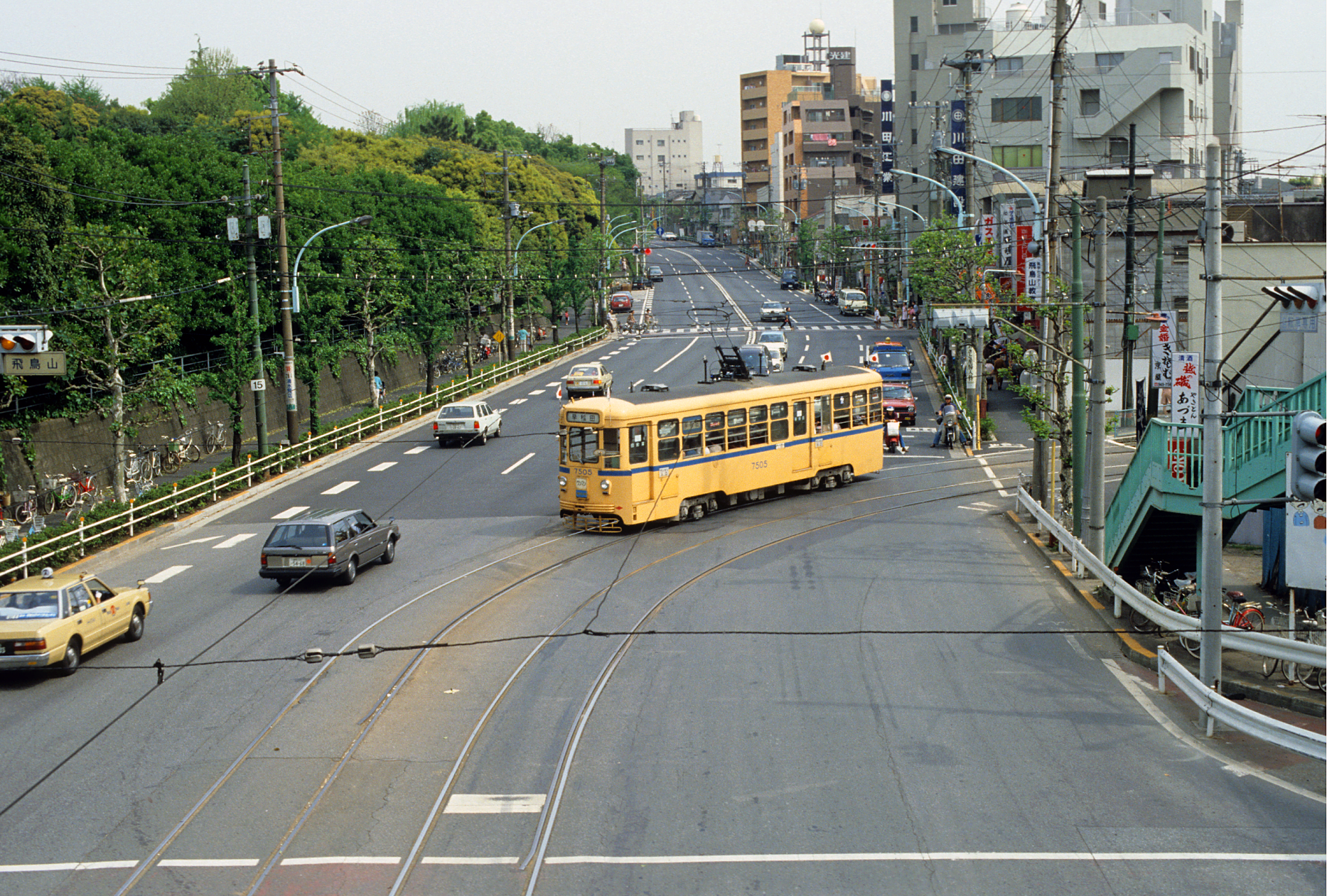
... mais des parties sont implantées sur la chaussée.

## Exploitation
Le trafic de la ligne est de 52 000 voyageurs par jour en 2009. Cette ligne étant concurrencée par la création de nouvelles lignes de métro (Ligne Fukutoshin et métro automatique Nippori-Toneri), son trafic baisse lentement : il était de 75 000 voyageurs en 1980.
La ligne fonctionne de 6 à 23 heures environ, avec une fréquence à l'heure de pointe d'un tramway toutes les cinq ou six minutes.

### Matériel roulant

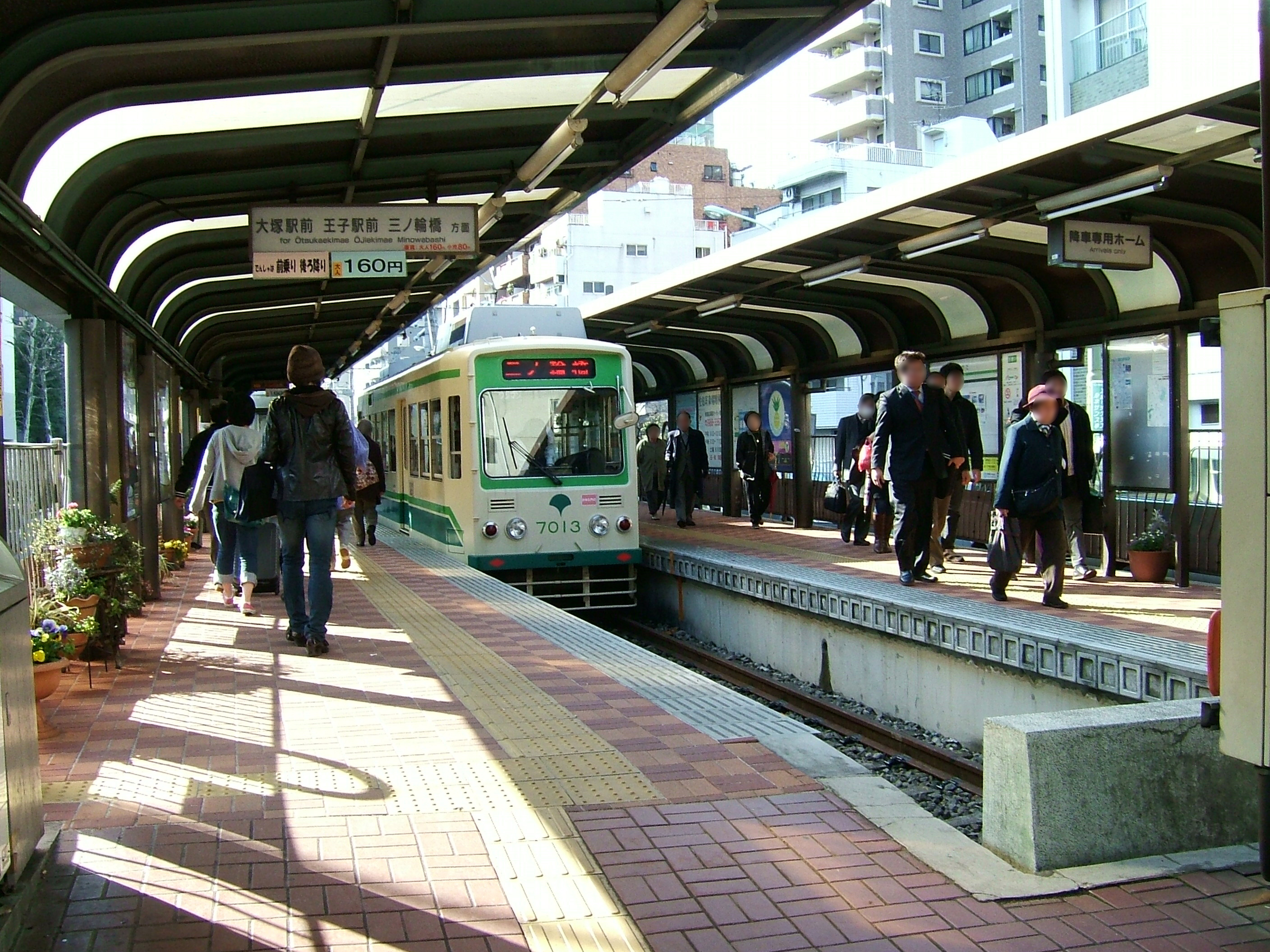
Rame 7013 au terminus de Waseda.

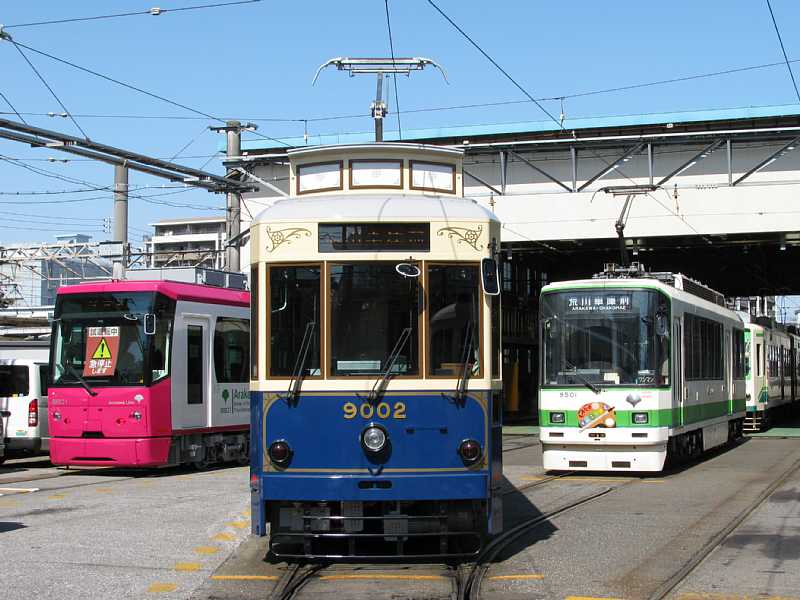
Matériels anciens et modernes.

Les rames de la ligne sont de plusieurs types :
- Série 7700 (version modernisée de la série 7000 qui a roulé de 1955 à 2017)
- Série 8500
- Série 8800
- Série 8900
- Série 9000

Elles proviennent également de l'ancienne ligne de Sumida, supprimée en 1970.
En 2003, la ligne était exploitée par 40 rames.

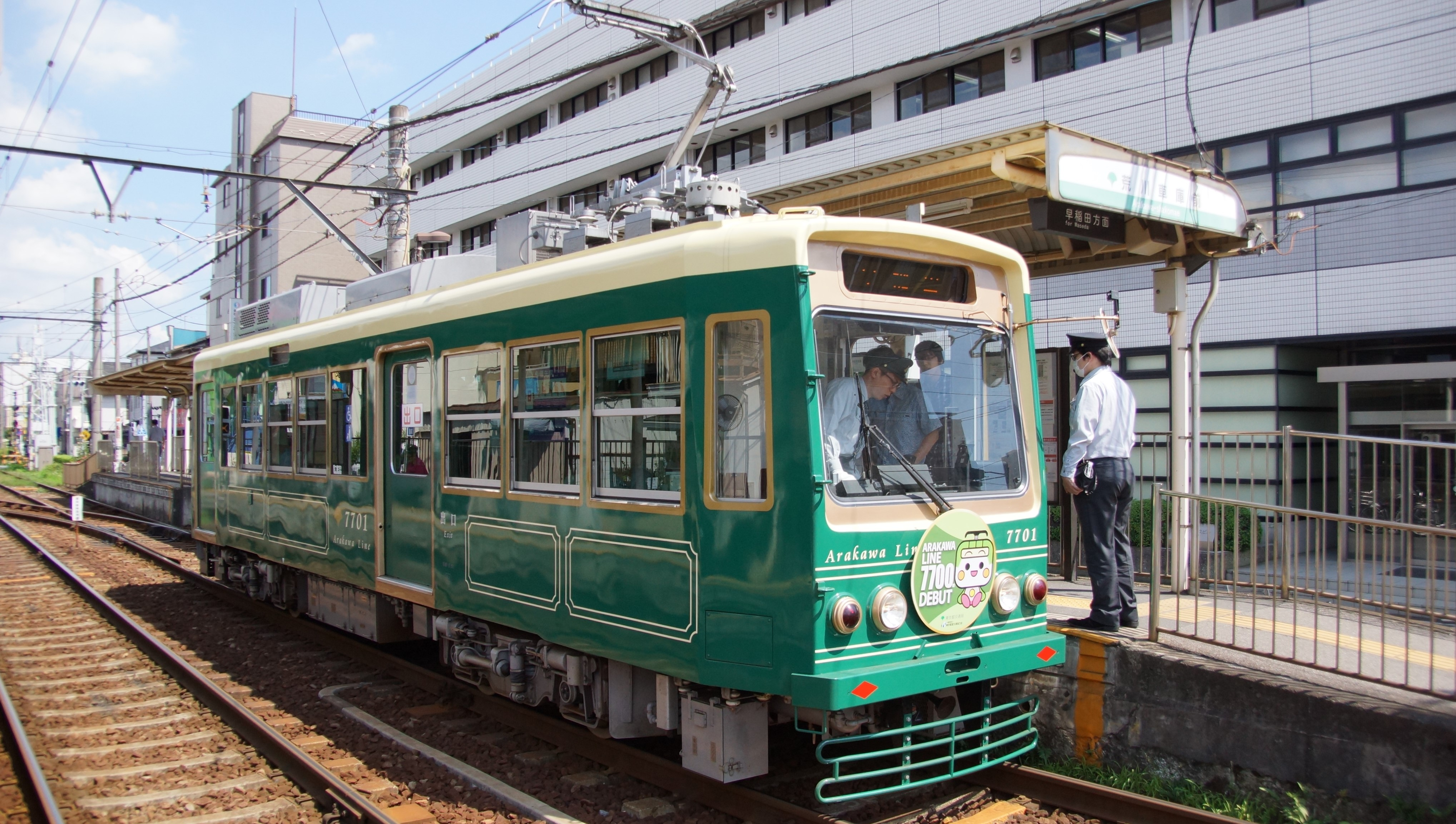
Rame série 7700
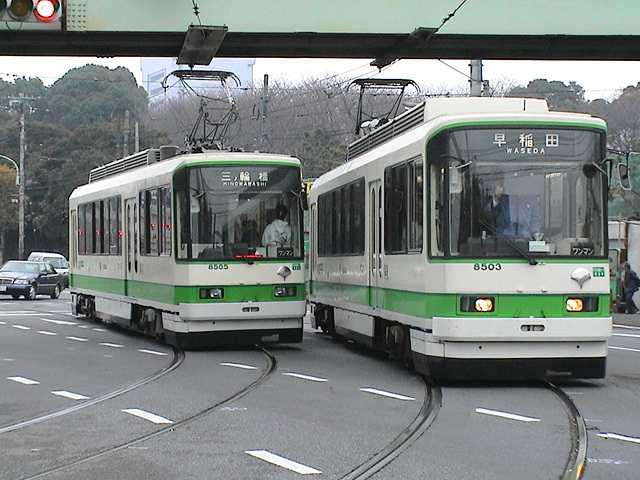
Rames série 8500
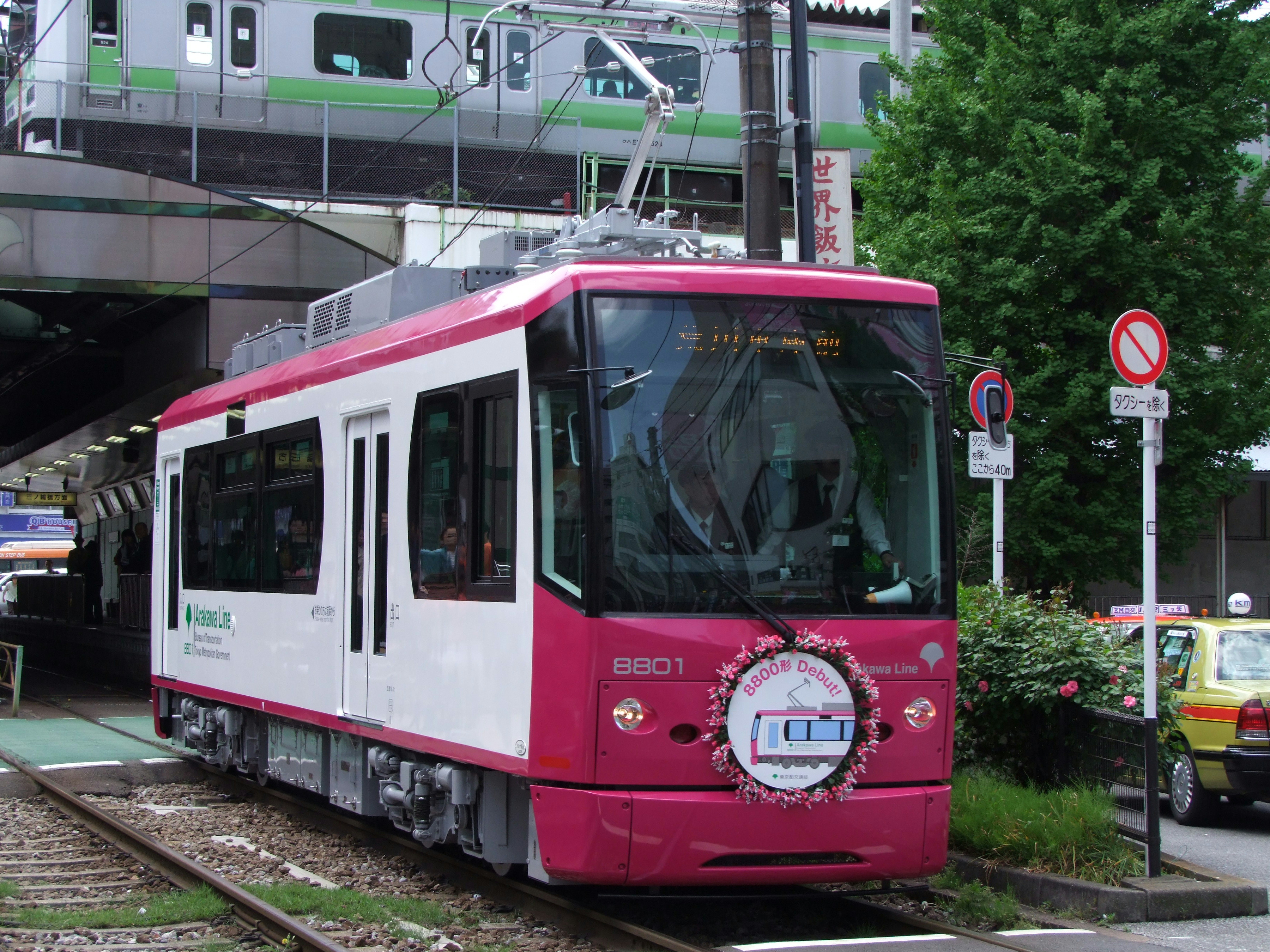
rame série 8800
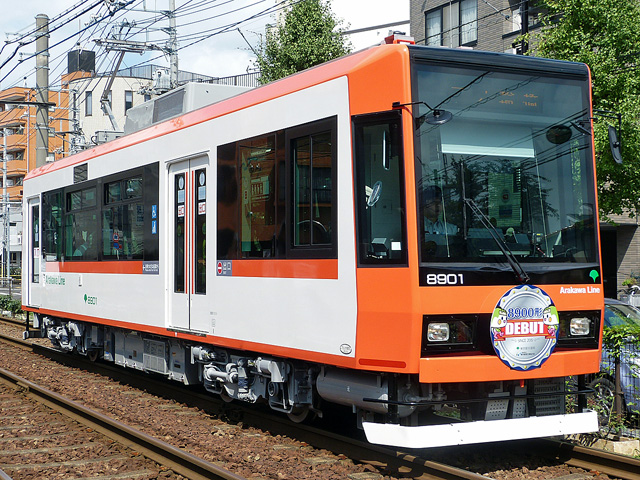
rame série 8900
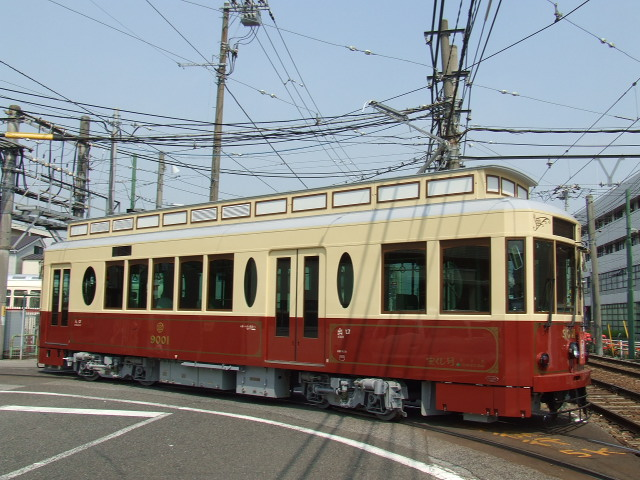
Rame série 9000

Les rames de série 7000 et 7500 ne circulent plus.

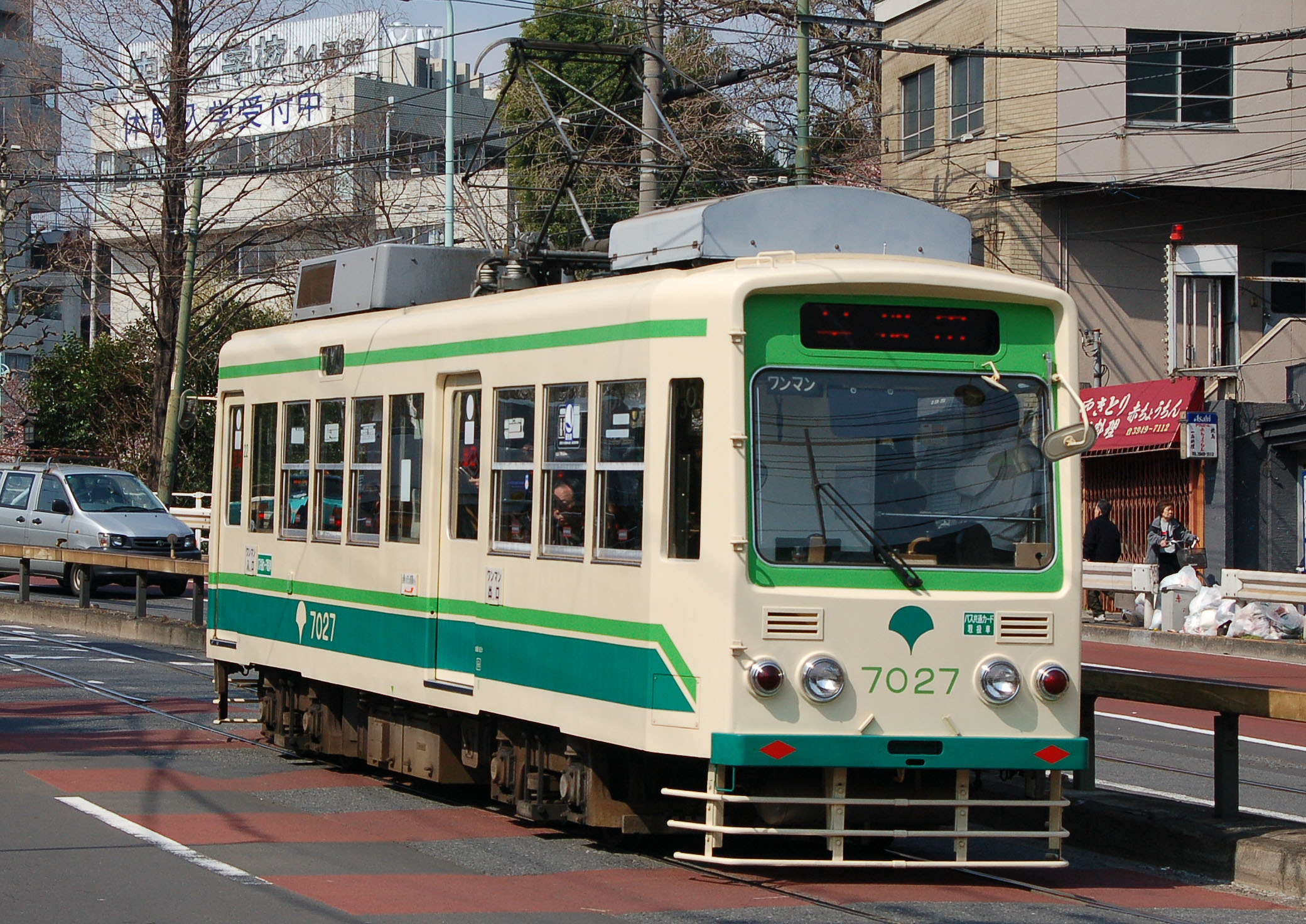
Rame série 7000
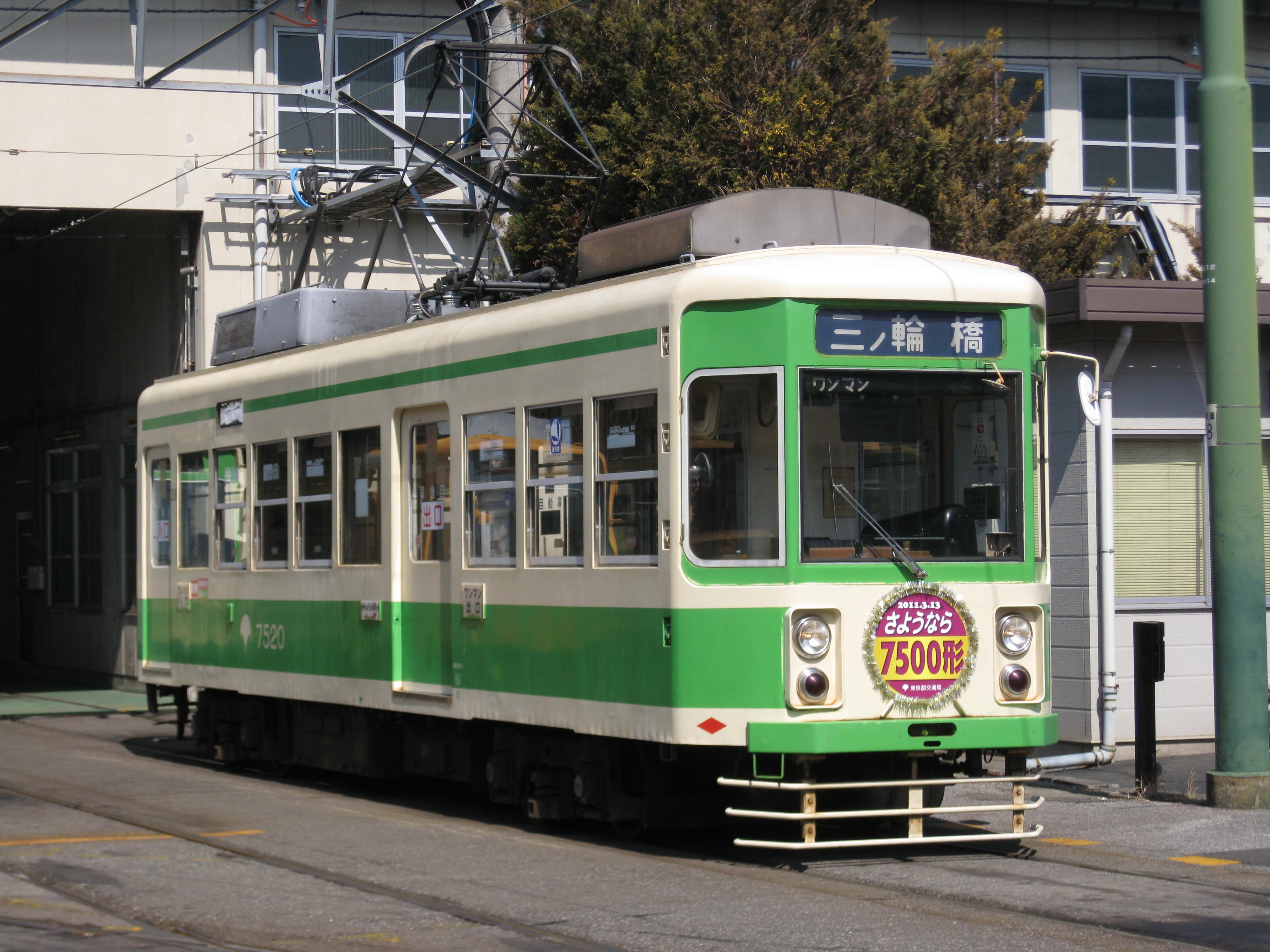
Rame série 7500